# ماكس برنهارد وينشتاين
ماكس برنهارد وينشتاين (بالألمانية: Max Bernhard Weinstein)‏ هو فيزيائي وفيلسوف ألماني، ولد في 1852 في كاوناس في ليتوانيا، وتوفي في 1918.